# Doc Watson
Arthel Lane "Doc" Watson (3 de març de 1923 - 29 de maig de 2012) va ser un guitarrista, compositor i cantant estat-unidenc de música bluegrass, folk, country, blues i gòspel. Va guanyar set premis Grammy, així com un premi Grammy a la seva trajectòria.
Durant el revival folk que es va produir als anys 60, Watson va ser una de les figures més reconegudes, convertint-se en una referència amb el seu estil de tocar la guitarra acústica, especialment per l'anomenat flatpicking (amb pua), encara que també va destacar al fingerpicking (amb els dits). Les seves tocant el banjo i la guitarra, així com el seu coneixement de la música tradicional americana, van ser molt apreciades.
Cec des de petit, va actuar en públic tant en una banda de ball com en solitari, així com durant més de 15 anys amb el seu fill, el guitarrista Merle Watson, fins que Merle va morir el 1985 en un accident a la granja familiar.